# Timbé do Sul
Timbé do Sul este un oraș în Santa Catarina (SC), Brazilia.